# Ortònix de Spalding
L'ortònix de Spalding (Orthonyx spaldingii) és una espècie d'ocell de la família dels ortoníquids (Orthonychidae).

## Hàbitat i distribució
Habita el terra del bosc humid d'Austràlia, al nord-est de Queensland.